# Криворучко, Олег Васильевич
Оле́г Васи́льевич Кривору́чко (укр. Олег Васильович Криворучко; 10 ноября 2004, Кременчуг) — украинский футболист, полузащитник ковалёвского «Колоса», выступающий на правах аренды за клуб «Левый берег».

## Биография
Родился в Кременчуге. Воспитанник местного «Кремня», первый тренер — Антон Леонидович Дындиков. В ДЮФЛУ с 2017 по 2020 год выступал за полтавскую «Ворсклу».
В конце августа 2020 года оказался в структуре «Колоса». В сезоне 2020/21 выступал за ковалёвскую команду в юношеском и молодёжном чемпионатах Украины. Впервые в заявку первой команды попал 4 декабря 2021 года, на победный (1:0) выездной поединок Премьер-лиги Украины против харьковского «Металлиста 1925». Олег просидел все 90 минут на скамн запасных. 13 июля 2022 года подписал с командой первый профессиональный контракт. За основную команду «Колоса» дебютировал уже в следующем сезоне, 9 апреля 2023 года в победном (3:0) домашнем поединке 20-го тура Премьер-лиги Украины против харьковского «Металлиста 1925». Криворучко вышел на поле на 81-й минуте вместо Андрея Богданова, а на 83-й минуте получил желтую карточку.